# Joondalup
Joondalup är en ort i Australien. Den ligger i kommunen Joondalup och delstaten Western Australia, omkring 25 kilometer norr om delstatshuvudstaden Perth. Antalet invånare är 8 420. Den ligger vid sjön Lake Joondalup.
Runt Joondalup är det ganska glesbefolkat, med 47 invånare per kvadratkilometer.. Närmaste större samhälle är Scarborough, omkring 17 kilometer söder om Joondalup. 
Runt Joondalup är det i huvudsak tätbebyggt. Genomsnittlig årsnederbörd är 820 millimeter. Den regnigaste månaden är juli, med i genomsnitt 142 mm nederbörd, och den torraste är januari, med 11 mm nederbörd.